# الطريرة (طور الباحة)

تعديل مصدري - تعديل

الطريرة هي إحدى قرى عزلة طور الباحة بمديرية طور الباحة التابعة لمحافظة لحج، بلغ تعداد سكانها 171 نسمة حسب تعداد اليمن لعام 2004.